# Turk Peak
Turk Peak är en bergstopp i Antarktis. Den ligger i Östantarktis. Australien gör anspråk på området. Toppen på Turk Peak är 2 000 meter över havet, eller 405 meter över den omgivande terrängen. Bredden vid basen är 2,6 km.
Terrängen runt Turk Peak är kuperad åt sydost, men åt nordväst är den bergig. Trakten är obefolkad. Det finns inga samhällen i närheten. 